# カンバーランド郡 (ニュージャージー州)
カンバーランド郡（英: Cumberland County）は、アメリカ合衆国ニュージャージー州南部の郡である。人口は15万4152人（2020年）。郡庁所在地はブリッジトンであり、同郡で人口最大の都市はバインランドである。
郡名はカンバーランド公ウィリアム・オーガスタス王子にちなんで名付けられた。
カンバーランド郡はデラウェア・バレーに位置し、またバインランド・ミルビル・ブリッジトン都市圏に属している。

## 地理
アメリカ合衆国国勢調査局に拠れば、郡域全面積は677.62平方マイル (1,755.0 km2)であり、このうち陸地483.70平方マイル (1,252.8 km2)、水域は193.92平方マイル (502.3 km2)で水域率は28.62%である。
カンバーランド郡は土地が低く、特徴の無い海岸部にあり、デラウェア湾近くには多くの塩沼がある。郡内最高地点はアッパーディアフィールド・タウンシップにある12地域の1つで、標高は140フィート (42.6 m) である、最低地点は海面である。

### 交通

#### 空港
郡内に次の公共用途空港がある。
- バックス空港 (00N)、ブリッジトン
- リ・カルジ空港 (N50)、ブリッジトン
- ミルビル市民空港 (MIV)、ミルビル
- クローリンガー空港 (29N)、バインランド

#### 主要高規格道路
郡内には州道と郡道のみがある。幹線道は、郡道540号線、同548号線、同550号線、同552号線、同553号線、同555号線である。
州道としては47号線、49号線、55号線、56号線、77号線、347号線がある。
ニュージャージー州道55号線のみが自動車専用道路であり、 州間高速道路76号線、 州間高速道路295号線と接続し、北のフィラデルフィア地域とを繋いでいる。

### 気候と気象
近年、郡庁所在地であるブリッジトン市の平均気温は1月の25°F (-4 ℃) から7月の87°F (31 ℃) まで変化している。過去最低気温は1985年1月に記録された-13°F (-25 ℃) であり、過去最高気温は1966年7月に記録された101°F (38 ℃) である。月間降水量は2月の2.94インチ (75 mm) から3月の4.30インチ (109 mm) まで変化している。

### 隣接する郡
- グロスター郡 - 北
- アトランティック郡 - 北東
- ケープメイ郡 - 南東
- ケント郡 (デラウェア州) - 西、デラウェア湾の対岸
- セイラム郡 - 北西

## 人口動態
以下は2010年国勢調査による人口統計データである。（　）内に2000年データを示す。
| 基礎データ - 人口: 156,898人 (146,438人) - 世帯数: 51,931 世帯 (49,143 世帯) - 家族数: 36,559 家族 (35,186 家族) - 人口密度: 125.3人/km2（324.4人/mi2）(116, 299) - 住居数: 55,834軒 (52,863軒) - 住居密度: 45軒/km2（115軒/mi2）(42, 108) 人種別人口構成 - 白人: 62.74% (65.88%) - アフリカン・アメリカン: 20.23% (20.20%) - ネイティブ・アメリカン: 1.11% (0.97%) - アジア人: 1.22% (0.95%) - 太平洋諸島系: 0.04% (0.06%) - その他の人種: 11.15% (9.08%) - 混血: 3.52% (2.85%) - ヒスパニック・ラテン系: 27.06% (19.00%) 先祖による構成（2000年データ） - イタリア系：17.4% - ドイツ系：9.9% - アイルランド系：7.9% - イギリス系：6.7% 年齢別人口構成 - 18歳未満:24% (25.4%) - 18-24歳: 9.5% (8.5%) - 25-44歳: 28.5% (31.2%) - 45-64歳: 25.3% (21.9%) - 65歳以上: 12.6% (13.0%) - 年齢の中央値: 37歳 (36歳) - 性比（女性100人あたり男性の人口） - 総人口: 106.2 (104.2) - 18歳以上: 106.9 (103.5) | 世帯と家族（対世帯数） - 18歳未満の子供がいる: 31.4% (34.1%) - 結婚・同居している夫婦: 45.2% (48.7%) - 未婚・離婚・死別女性が世帯主: 18.6% (17.3%) - 非家族世帯: 29.6% (28.4%) - 単身世帯: 24% (23.6%) - 65歳以上の老人1人暮らし: 10.8% (11.1%) - 平均構成人数 - 世帯: 2.79人 (2.73人) - 家族: 3.26人 (3.19人) 収入と家計（2000年データ） - 収入の中央値 - 世帯: 39,150米ドル - 家族: 45,403米ドル - 性別 - 男性: 35,387米ドル - 女性: 25,393米ドル - 人口1人あたり収入: 17,376米ドル - 貧困線以下 - 対人口: 15.0% - 対家族数: 11.3% - 18歳未満: 20.1% - 65歳以上: 12.9% |

### 郡政府

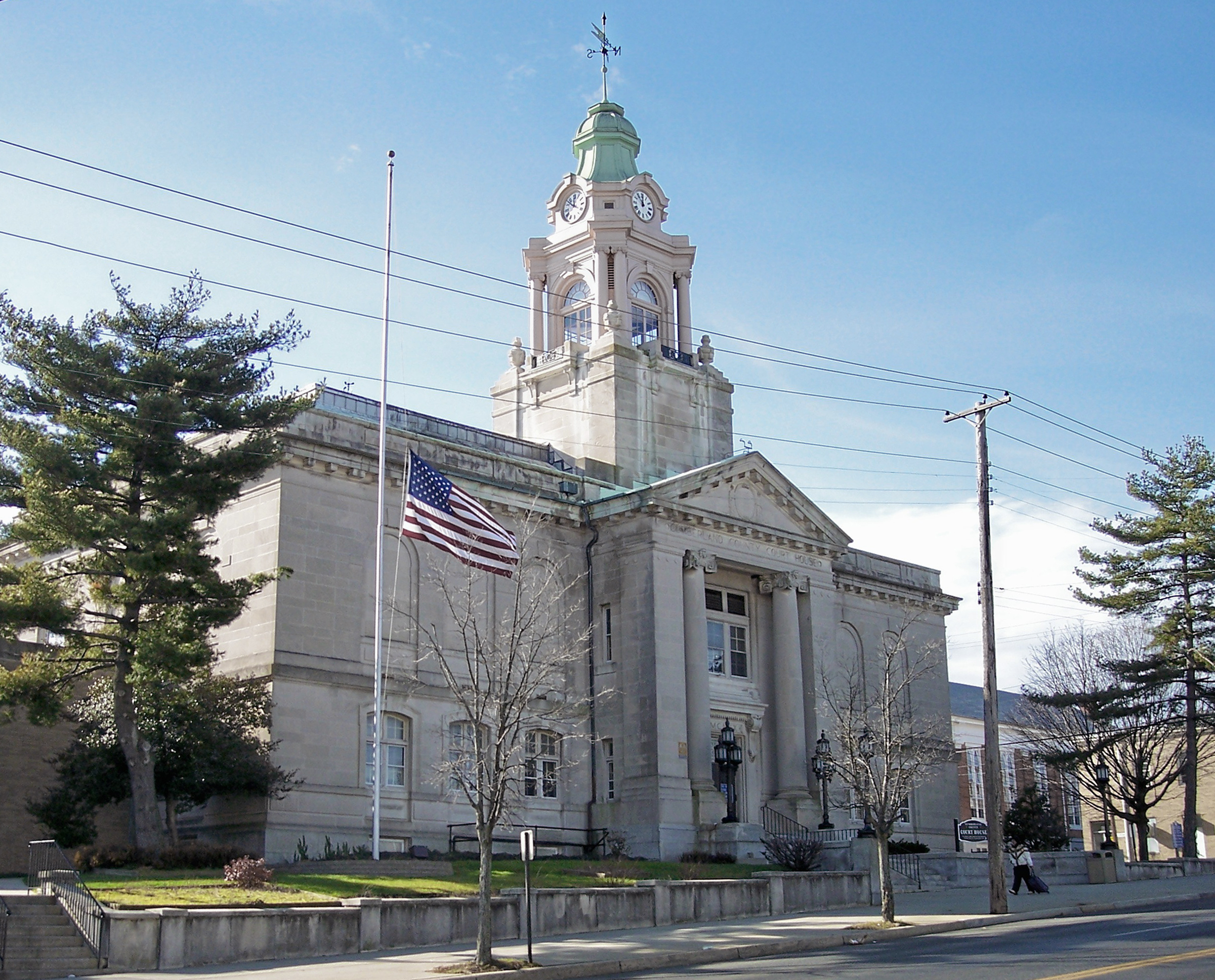
ブリッジトンにあるカンバーランド郡庁舎

カンバーランド郡は7人の委員で構成される郡政委員会が統治している（ニュージャージー州では "Board of Chosen Freeholders" と呼ばれる）。各委員は郡の部門の1つを任されている。郡全体を選挙区に党派選挙で選出される。任期は3年間である。毎年2人または3人が改選される。

## 政治
アメリカ合衆国下院議員ニュージャージー州第2選挙区に全郡が含まれている。2013年時点で共和党議員を選出している。
2004年アメリカ合衆国大統領選挙では、民主党のジョン・ケリーが、共和党現職のジョージ・W・ブッシュに対して6.6%の差をつけて郡を制した。

### 州の機関
ニュージャージー州矯正省が郡内で3つの矯正施設を運営している。ベイサイド州立刑務所、サウスウッド州立刑務所、南州立矯正施設である。2007年、カムデンにあるリバーフロント州立刑務所の閉鎖を準備しているときに、カンバーランド郡内に4つめの矯正施設を設立する案を検討した。

## 都市と町

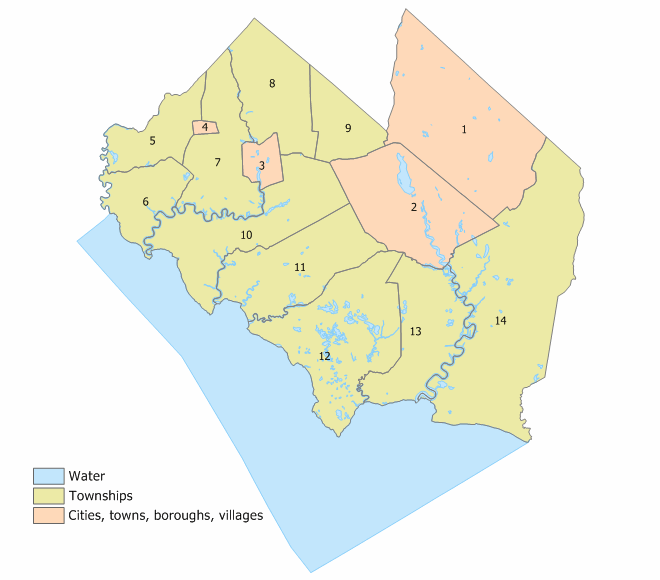
カンバーランド郡の自治体

カンバーランド郡には下記の自治体がある。国勢調査指定地域と未編入の町はその所属するタウンシップの下に挙げる。名称の後の数字は右図の番号である。
- ブリッジトン市、3
- コマーシャル・タウンシップ、13
  - ローレルレイク
  - ポートのリス
- ディアフィールド・タウンシップ、9
  - ローゼンヘイン
- ダウン・タウンシップ、12
- フェアフィールド・タウンシップ、10
  - フェアトン
- グリニッジ・タウンシップ、6
- ホープウェル・タウンシップ、7
- ローレンス・タウンシップ、11
  - シーダービル
- モーリスリバー・タウンシップ、14
- ミルビル市、2
- シャイロー・ボロ、4
- ストウクリーク・タウンシップ、5
- アッパーディアフィールド・タウンシップ、8
  - シーブルックファームズ
- バインランド市、1

## ワイン醸造所
- サウスウィンド・ビニヤード & ワイナリー
- スワンシー・ビニヤーズ